# Verde paisaje del infierno
Verde paisaje del infierno es el quinto álbum de estudio del grupo musical de Argentina Los Piojos, lanzado el 27 de octubre del 2000. Fue grabado en agosto de 2000 en los estudios Panda de Buenos Aires, junto con la colaboración de Ricardo Mollo (guitarrista y cantante de Divididos), y fue presentado oficialmente en el estadio de Atlanta, el 16 de diciembre de 2000. Fue el primer disco de la banda con el baterista Sebastián Cardero, quien lo llamó "un disco de quiebre para la banda" tras la salida de Daniel Buira. El álbum tuvo un larguísimo trabajo de producción para el que fueron consultados Alfredo Toth y el ya mencionado Ricardo Mollo.

## Grabación
El sexto disco del grupo, producido artísticamente por su cantante Andrés Ciro, fue mezclado en un estudio de Los Ángeles, siendo esta la última etapa de un larguísimo proceso de composición y grabación que tuvo al grupo concentrado durante más de seis meses en una quinta de la localidad de Paso del Rey. En medio, no solo afrontaron la partida de su histórico baterista (Daniel Buira) por graves problemas internos y la consolidación de su convocatoria (siete conciertos al hilo en el Estadio Obras Sanitarias) sino que fueron y vinieron varias veces en la búsqueda de un sonido satisfactorio.
Alfredo Toth, productor por detrás de 3er arco, el punto de quiebre en la historia del grupo, fue el primero en acercarse a Paso del Rey para dar una mano: 

«Me pidieron un asesoramiento y les tiré unas ideas sobre los temas que tenían pensado grabar». «Entre abril y mayo, me reuní primero con Andrés y después con el resto de la banda. Ahí les recomendé a un técnico de sonido (Richard Troilo, que hizo algunos trabajos conmigo) con el que terminaron trabajando»

Según fuentes cercanas al grupo,[¿quién?] Toth también terminó de darle el visto bueno para que Sebastián Cardero (el único que no viajó a Los Ángeles) se incorporase a la banda.
Las canciones «Ruleta», «Vine hasta aquí», «Morella», «María y José», «Luz de marfil», «Media caña» y «Fijate» son algunas de las canciones destacadas que contiene el álbum. A partir de agosto el grupo se trasladó a los estudios Panda y allí entró en acción el talentoso Ricardo Mollo convocado por el grupo para escuchar el material nuevo. “Pero me parece que fue medio una trampa. Ya que no bien les dije lo que pensaba de lo que había escuchado, ahí nomás me invitaron a colaborar con ellos en lo que se refiere a las guitarras”, le dijo al Suplemento Sí!,[cita requerida] el guitarrista de Divididos, que,  durante una semana y como si se tratara de un disco suyo, se abocó a la tarea en jornadas de trabajo que empezaban a las once de la mañana y finalizaban bien entrada la madrugada. “Lo que hice fue resaltar más las guitarras, que en este disco van estar más al frente y para lo cual se volvió a grabar gran parte de lo hecho. Es que sabían lo que querían pero no estaban tan seguros de como lograrlo”, confió el guitarrista de Divididos al Suplemento Sí!.
Diciembre y dos estadios (Ferro y Huracán) fueron las fechas y el lugar que se manejaron para la presentación en sociedad del álbum Verde paisaje del infierno, cuya grabación volvió a despertar el interés de las multinacionales por la banda. En su momento Sony les había ofrecido a Los Piojos un contrato por un millón de dólares. Universal Music Group arrimó una oferta parecida. Y Los Piojos, luego de cabildeos internos y una charla con la distribuidora DBN, decidieron crear su propio sello. La decisión habría resultado de un sencillo cálculo. Así, vendiendo 100.000 discos de piso de su nuevo opus, Los Piojos ganarían lo mismo y mantendrían el control de todas sus decisiones.

## Arte
Oski es el sonidista del grupo, pero desde que apareció Verde paisaje del infierno, también es un modelo de tapa. Claro, detrás del voluminoso integrante de la crew del grupo musical, subyacen imágenes y conceptos que exceden lo grotesco que ofrece el arte del disco. Hernán Bermúdez, uno de los dibujantes al que recurren Los Piojos desde la época pre-Azul, tuvo que leer parte de La divina comedia, de Dante Alighieri: “En la página central, me inspiré en el infierno de la obra de Dante. Leí ese capítulo y fui sacando los personajitos: demonios, minotauros y otro tipo de monstruos. Imaginé cómo podía llegar a ser el infierno”, explica Bermúdez, también encargado del piojo con dados que aparece en el interior del CD y del dibujo de la luna y la cabra. “Los discos de la banda tienen como una evolución. Están trabajados con colores primarios, después con secundarios, y así. Hay como una especie de orden lógico de una paleta cromática”, dice el creativo, que también colabora con La Chilinga. Bermúdez utiliza una técnica mixta. Trabaja sobre cartulinas de color, y combina acrílicos, óleo, pastel tiza, tintas y lápices de color, elementos que utilizó también para el arte de otras tapas del grupo: Azul y Ritual.

## Lista de canciones
Todas las letras escritas por Andrés Ciro Martínez, excepto donde está anotado.
| Verde paisaje del infierno |                                          |                                               |                        |          |  |
| N.º                        | Título                                   | Música                                        | Vocalista principal    | Duración |  |
| 1.                         | «María y José»                           | Los Piojos                                    | Andrés Ciro Martínez   | 4:38     |  |
| 2.                         | «Labios de seda»                         | Los Piojos                                    | Andrés Ciro Martínez   | 4:09     |  |
| 3.                         | «Luz de marfil»                          | Andrés Ciro Martínez                          | Andrés Ciro Martínez   | 5:24     |  |
| 4.                         | «Vine hasta aquí» (D. Fernández)         | Daniel Fernández                              | Andrés Ciro Martínez   | 4:38     |  |
| 5.                         | «Globalización»                          | Los Piojos                                    | Andrés Ciro Martínez   | 3:43     |  |
| 6.                         | «Fijate» (A. C. Martínez y M. Rodríguez) | Andrés Ciro Martínez y Miguel Ángel Rodríguez | Miguel Ángel Rodríguez | 3:52     |  |
| 7.                         | «Reggae rojo y negro» (D. Fernández)     | Daniel Fernández                              | Andrés Ciro Martínez   | 4:16     |  |
| 8.                         | «Ruleta»                                 | Los Piojos                                    | Andrés Ciro Martínez   | 4:16     |  |
| 9.                         | «Morella»                                | Andrés Ciro Martínez                          | Andrés Ciro Martínez   | 4:12     |  |
| 10.                        | «La luna y la cabra»                     | Los Piojos                                    | Andrés Ciro Martínez   | 3:30     |  |
| 11.                        | «Media caña»                             | Andrés Ciro Martínez                          | Andrés Ciro Martínez   | 5:14     |  |
| 12.                        | «Mi babe»                                | Andrés Ciro Martínez                          | Andrés Ciro Martínez   | 4:42     |  |
| 13.                        | «Merecido»                               | Los Piojos                                    | Andrés Ciro Martínez   | 4:13     |  |
| 14.                        | «San Jauretche»                          | Los Piojos                                    | Andrés Ciro Martínez   | 5:00     |  |

## Músicos
- Andrés Ciro Martínez: Voz, armónica, guitarra, flauta de afilador, percusión y coros.
- Gustavo "Tavo" Kupinski : Guitarra, bandoneón y coros.
- Miguel Ángel "Micky" Rodríguez: Bajo, voz y coros.
- Daniel "Piti" Fernández: Guitarra y coros.
- Sebastián "Roger" Cardero: Batería, percusión y coros.

## Músicos invitados
- Álvaro Torres - Pianos y teclados.
- Ricardo Mollo - Guitarra en 9 y voz en 14.
- Peteco Carabajal - Violín en 14.
- Facundo Farías Gómez - Percusión en 1, 4, 6, 7, 10, 11, 13 y 14.
- Pol Neiman - Percusión en 1, 4, 5, 7, 8, 10, 13 y 14.
- Facundo Guevara - Percusión en 1, 3, 6, 8, 11 y 14.
- Toba Gauna - Dedjeridoo, kiunki, trompe en 6 y novike en 7.
- Mario Perkins - Sitar en 3.
- Claudio Flores, Facundo Farías Gómez, Pol Neiman, Toba Gauna, Pocho Rocca,  Esteban Mazzoni y Carlos Gallegos - Coros en 14.

## Personal
- Ricardo Troilo - Ingeniería de grabación.
- Demián Chorovicz y Eduardo Mackinlay - Ingenieros adicionales.
- Gustavo Borner - Ingeniería de mezcla y masterizado.
- Esteban Mazzoni y Diego Laiolo - Asistencia piojosa.
- Fernando Diéguez - Asistencia en baterías.
- Ricardo Mollo - Producción de guitarras.
- Alcides Canelli - Asistente.
- Adolfo de Castro - Lutier.
- Andrés Ciro Martínez - Productor artístico.
- Katja Martínez de la Presa, Daniel "Piti" Fernández, Hernán Bermúdez - Dibujos y artes.
- Miguel Ángel "Micky" Rodríguez, Daniel "Piti" Fernández, Nora Lezano, Hernán Bermúdez y Sebastián Klein - Fotografías.
- Cristian Turdera - Diseño gráfico.
- Pocho Rocca - Mánager.

## Gira musical
El Verde Paisaje Tour comenzó el 16 de diciembre de 2000 en el Estadio de Atlanta y terminó el 24 de noviembre de 2001, en el Estadio de Huracán.